# باشاک ارسوی
باشاک ارسوی (انگلیسی: Başak Ersoy؛ زادهٔ ۲۳ اکتبر ۱۹۹۱) بازیکن فوتبال اهل ترکیه است.

وی همچنین در تیم‌های ملی فوتبال Turkey women's national under-17 football team, Turkey women's national under-19 football team، و زنان ترکیه بازی کرده‌است.